# 올림픽 몰타 선수단
올림픽 몰타 선수단은 몰타를 대표하여 올림픽에 참가하는 선수단이다. 몰타는 17번의 하계 올림픽과 3번의 동계 올림픽에 참가했다.
2022년 베이징 올림픽 기준, 몰타 선수 중 올림픽 메달을 획득한 선수는 없다. 그러나 슈터 윌리엄 체트쿠티(세계 선수권 대회 우승자)는 2004년, 2008년, 2012년 더블 트랩 사격 결승에 비교적 근소한 차이로 결장했다. 2004년과 2008년에 체트쿠티는 공동 6위(결승 진출에 필요한 순위)를 기록했지만 타이 브레이커에서 패했다. 엘리스 펠레그린(Elise Pellegrin)은 2014년 소치 동계 올림픽에 국가를 대표하는 최초의 동계 올림픽 선수이다. 그 이전에 몰타는 동계 올림픽에 참가하지 않은 유일한 유럽 올림픽 위원회 회원국이었다.
몰타 올림픽 위원회는 1928년에 결성되었고 1936년에 IOC의 승인을 받았다.

## 같이 보기
- 분류:몰타의 올림픽 참가 선수